# L'Ombre d'un tueur
Pour les articles homonymes, voir Yor.
Pour plus de détails, voir Fiche technique et Distribution.
L'Ombre d'un tueur (titre original : Con la rabbia agli occhi) est un film italien réalisé par Antonio Margheriti, tourné en 1976.
C'est le dernier film, en tant que vedette principale, de Yul Brynner.

## Synopsis
Peter Marchiani (Yul Brynner), tueur fantomatique au visage parcheminé, décide de sortir de sa retraite pour honorer un dernier contrat. L'occasion de prendre sous son aile un jeune voyou (Massimo Ranieri) et de régler une dernière affaire personnelle. La cible n'étant, rien d'autre, que l'assassin de son propre frère.

## Fiche technique
- Titre original : Con la rabbia agli occhi
- Réalisation : Antonio Margheriti
- Scénario : Guy Castaldo, Don Gazzaniga
- Costumes : Antonella Berardi et Anna Onori
- Décors : Walter Patriarca
- Photographie : Sergio D'Offizi
- Musique : Guido De Angelis, Maurizio De Angelis
- Production :  Frank Caruso, Raymond R. Homer, Umberto Lenzi
- Genre : Thriller
- Durée : 92 minutes

## Distribution
- Yul Brynner (VF : Jacques Degor) : Peter Marchiani
- Barbara Bouchet (VF : Béatrice Delfe) : Anny
- Martin Balsam (VF : André Valmy) : le commissaire
- Massimo Ranieri (VF : Guy Chapellier) : Angelo
- Giancarlo Sbragia (VF : Sady Rebbot) : Gennare Gallo
- Sal Borgese (VF : Jacques Balutin) : Vincent
- Giacomo Furia (VF : Jacques Dynam) : Brigadiere Cannavale
- Loris Bazzochi : Pasquale
- Rosario Borelli : un homme de main de Gallo
- Luigi Bonos (VF : Edmond Bernard) : Peppiniello